# تشريعات اللغة في بلجيكا

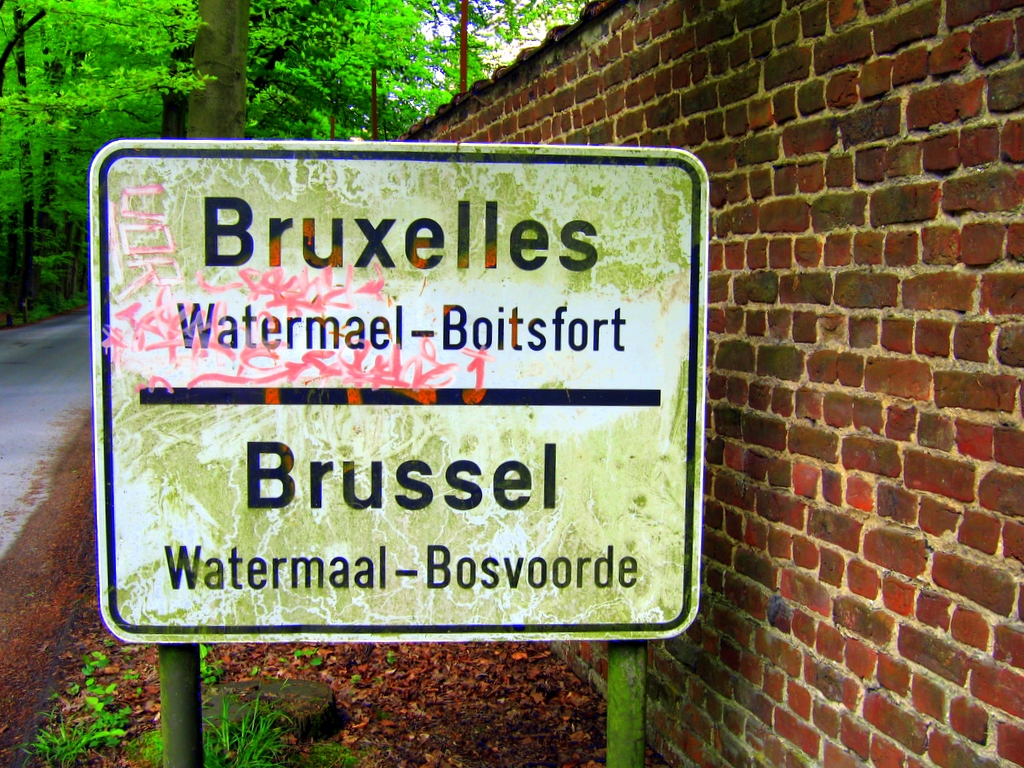

قالب:Community and region map of Belgium توضح هذه المقالة التسلسل الزمني التشريعي المتعلق باستخدام اللغات الرسمية في بلجيكا.

## 1830: حرية اللغات والتصحيح اللغوي
كان أحد العوامل في الثورة البلجيكية في ثلاثينيات القرن التاسع عشر هو الهيمنة المتزايدة للغة الهولندية في المقاطعات الجنوبية للمملكة المتحدة في هولندا. نشأ نزاع بين مواطني المقاطعات الفلمنكية الذين كانوا يرغبون في الانخراط مع السلطات باللغة الهولندية، والأرستقراطية الفرنكوفونية إلى حد كبير في المقاطعات الجنوبية التي أصبحت بلجيكا الحديثة.
في حين أن الدستور البلجيكي يضمن "حرية اللغة"، في الممارسة العملية، كانت السلطات، بما في ذلك المؤسسات الحكومية مثل المحاكم، تهيمن عليها الطبقات العليا الناطقة بالفرنسية، وتمارس عملها باللغة الفرنسية. حرم هذا التحيز إلى حد كبير الفلمنكية الشمالية، ودرجة أقل، الولونيين من الجنوب وأساسا الألمانية- أو اللوكسمبرجية المحيطة -لآرلون. مع تطور التعليم العام في بلجيكا، كانت اللغة الفرنسية في البداية الوسيلة الوحيدة للتعليم،  أدى إلى عزل النصف الشمالي من البلاد. كان هناك شعور مماثل بالعزلة في مجالات أخرى مثل العدالة، كما أثبتت محاكمة وإدانة اثنين من العمال الفلمنديين، يان كوك وبيتر غوتهالس، في عام 1860. حُكم على الزوجين بالإعدام لقتلهما أرملة دون أن يفهم كلمة واحدة من محاكمتهما،  ثم وُجد أنهم بريئين بعد إعدامهما.
بدأت الحركة الفلمنكية تدافع عن التشريعات اللغوية التي تعترف بالهولندية كلغة رسمية.

## 1873: القانون الأول بشأن استخدام اللغات
تم التصويت على أول قانون بشأن استخدام اللغات في عام 1873، وربما تأثر بتزايد المعارضة العامة الناجمة عن قضايا مثل قضية جوزيف شويب عام 1872. ورفض دفع غرامة قدرها 50 فرنكًا لعدم رغبته في إعلان ولادة ابنه للإدارة البلدية لمولينبيك بالفرنسية، إلا أنه أدين بعد استئناف في Cassation. أثارت هذه وغيرها من الحالات مناقشة حول استخدام اللغات، والقانون الأول حول استخدام اللغات، بدعم من إدوارد كورمانز، ينظم استخدام اللغات في المحاكم في فلاندرز.
أصبحت اللغة الهولندية هي اللغة الرئيسية في فلاندرز، ولكن الشهادات الشفوية والإجراءات الجزائية [بحاجة لتوضيح] لا يزال مسموحًا بها باللغة الفرنسية.

## 1878: القانون الثاني بشأن استخدام اللغات
ينظم القانون الثاني بشأن استخدام اللغات في عام 1878 استخدام اللغة في إدارات فلاندرز وبروكسل. يجب أن تصدر الإعلانات إلى الجمهور من قبل المسؤولين الحكوميين إما باللغة الهولندية أو باللغتين. ستكون المراسلات مع البلديات أو الأشخاص باللغة الهولندية ما لم يعرب الشخص عن رغبته في التواصل بالفرنسية،  ولكن في الواقع لم يتم تطبيق القانون بصعوبة في الحياة اليومية: لا يزال المواطنون الفلمنكيون ملزمين بالتواصل مع الإدارة بالفرنسية، لأن معظم موظفي الخدمة المدنية كانوا أحاديي اللغة الذين يتحدثون الفرنسية فقط  أو يرفضون استخدام اللغة الهولندية.

## 1883: القانون الثالث بشأن استخدام اللغات
حتى عام 1883، كان التعليم في المدارس الثانوية باللغة الفرنسية بالكامل. تم التصويت على القانون الثالث حول استخدام اللغات من أجل إدخال التعليم الثنائي اللغة.

## 1898: قانون المساواة
في عام 1898، تم تطبيق قانون المساواة. أصبحت اللغة الهولندية والفرنسية الآن لغتين رسميتين متساويتين، لكن الناطقين باللغة الفرنسية في البرلمان، الذين لا يرغبون في تعلم اللغة الهولندية أو استخدامها، إما أنهم غير قادرين أو غير راغبين في قراءة النصوص الهولندية التي كان من المفترض أن يصوتوا عليها. لم يكن العكس هو الحال: كان الناطقون باللغة الهولندية ملزمين بتعلم اللغة الفرنسية. )
ومع ذلك، وتحت ضغط من عامة السكان، تم إقرار القانون، ويرجع ذلك إلى حد كبير إلى تمديد حق الاقتراع لكل مواطن ذكر يبلغ من العمر 25 عامًا فما فوق مما زاد عدد الناخبين الفلمنديين، وإدخال تصويت جماعي في عام 1893 والذي سمح لبعض الناخبين المؤهلين للإدلاء بأكثر من صوت.

## 1921: أمة ثنائية اللغة أو لغات مرتبطة بمنطقة ما
استمر الخلاف حول سياسة اللغة في البلاد. أعربت بعض شرائح والونيا الناطقة بالفرنسية عن قلقها من أن الممارسات الحالية قد تؤدي إلى أن تصبح بلجيكا دولة ثنائية اللغة، مع الاعتراف بالفرنسية والهولندية كلغات رسمية في كل مكان. وأدى ذلك إلى اقتراح بتقسيم الإدارة في بلجيكا للحفاظ على الطبيعة الناطقة بالفرنسية في والونيا وتجنب احتمال أن يضطر موظفو الخدمة المدنية الناطقون بالفرنسية إلى اجتياز امتحان اللغة الهولندية.
هذا يعني ضمناً الاختيار: هل يجب أن تصبح بلجيكا دولة ثنائية اللغة أو دولة ذات منطقتين لغتين؟ تم التعبير عن ذلك في بديلين:
- مبدأ الشخصية: يتمتع جميع المواطنين بحرية مخاطبة السلطات بأي لغة بلجيكية يختارونها، بصرف النظر عن منطقة إقامتهم.
- مبدأ الإقليمية: تتبع اللغة الرسمية في منطقة معينة الحدود اللغوية المقيدة، مما يعني أن جميع المعاملات الرسمية مع السلطات ستحدث بلغة المنطقة.[10]

في عام 1921، تم اختيار مبدأ الإقليمية؛ تم التأكيد عليه من خلال تشريع آخر، مع إصدار قوانين تاريخية في عامي 1932 و1962.
تم تحديد المناطق اللغوية وفقًا لمبدأ لغة غالبية السكان، وحُكم في قانون عام 1932 على ضرورة إجراء تعداد لغوي كل عشر سنوات: يمكن للبلدية تغيير وضعها اللغوي فقط وفقًا للنتائج. من التعداد.
هذا النهج الأكثر مرونة فتح إمكانية أن تمثل الأقليات ما لا يقل عن 30٪ من السكان المحليين قادرين على الحصول على الخدمات بلغتهم الأم، أو اللغة المختارة.

## 1962: إنشاء المناطق والمرافق اللغوية
حدد قانون عام 1962 البلدية التي تنتمي إلى منطقة اللغة. تقتصر كل بلدية بلجيكية على منطقة لغة واحدة، منها أربع لغات: الهولندية والفرنسية والألمانية ومنطقة بروكسل العاصمة ثنائية اللغة التي تشمل العاصمة البلجيكية وثمانية عشر بلدية المحيطة بها.
من ذلك الحين فصاعدًا، لن تكون تعديلات النظام اللغوي ممكنة إلا بعد تغيير القانون، الأمر الذي تطلب أغلبية كل مجتمع لغوي. في نفس العام، ذهبت بلدية فويرن (فورونس) إلى مقاطعة ليمبورغ الناطقة بالهولندية، وكومينز (كومين) ‏ وموسكرون (موسكرون) إلى مقاطعة هينو الناطقة بالفرنسية. حصلت هذه البلديات والعديد من البلديات على تسهيلات لمجموعة الأقلية اللغوية.

## 1970: إدراج المجالات اللغوية في الدستور
في عام 1970، عند الانتهاء من إصلاح الدولة الأول، تم إنشاء أربعة مجالات لغوية بموجب المادة 4 من الدستور. منذ ذلك الحين، لا يمكن تغيير الانتماء اللغوي للبلديات إلا بموجب قانون خاص.
وفي الوقت نفسه، تم إنشاء مجتمعات لغوية، حيث كانت المجتمعات الفلمنكية والفرنسية مسؤولة عن تنظيم استخدام اللغات في مجال لغتهم في مجالات الإدارة والتعليم والتفاعلات بين أصحاب العمل والقوى العاملة لديهم.

## اليوم
حاليا يتم تحديد اللغة المستخدمة من قبل السلطات البلجيكية، والإدارة، والتعليم، والأعمال التجارية، والجيش من قبل المحاكم. يظل الحق الدستوري في حرية اللغة ثابتًا ومطلقًا فقط في المنزل، مما يؤدي إلى توترات مستمرة في بروكسل هالي فيلفوردي.

### إشارات الطريق
كما هو مذكور أعلاه، يتعين على علامات الطرق إعطاء وجهات باللغة المحلية فقط، مما يتطلب من المسافرين التعرف على وجهاتهم النهائية والوسيطة بلغات متعددة. على سبيل المثال، على الجزء البلجيكي من الطريق السريع E40، يتم توجيه المسافرين غربًا إلى لييج إلى لوتيتش والمسافرين باتجاه الشرق يوجهون إلى لويك، لكن الإشارات القريبة من المدينة نفسها تشير فقط إلى لييج.